# Gérard Aygoui
Gérard Aygoui, né le 5 octobre 1936 à Montpellier et mort le 12 mars 2021 à Marseille, est un footballeur français.

## Biographie
Gérard Aygoui joue en faveur du SO Montpellier, puis de l'Olympique de Marseille avant d'être prêté au Nîmes Olympique. Il dispute 21 matchs en Division 1 pour 2 buts, et 52 matchs en Division 2 pour 21 buts. 
Lors de la saison 1960-1961, il inscrit 13 buts en Division 2 avec l'OM, avec notamment un triplé face à l'US Boulogne. En 1962, il joue avec l'OM un match en Coupe des villes de foires face au club belge de Saint-Gilles, match au cours duquel il inscrit un but.
Gérard Aygoui est présélectionné pour disputer les Jeux olympiques d'été de 1960 en Italie. Il ne rentre pas en jeu lors du tournoi.
Il meurt le 12 mars 2021 à l'âge de 84 ans.